# Папірник (Понінка)
Футбольний клуб «Папірник» — український футбольний клуб з селища міського типу Понінка Полонського району Хмельницької області.

## Всі сезони в незалежній Україні
| Сезон   | Чемпіонат                                              | Чемпіонат | Чемпіонат | Чемпіонат | Чемпіонат | Чемпіонат | Чемпіонат | Чемпіонат | Кубок                                        | Кубок | Кубок | Кубок | Кубок | Кубок | Кубок | Примітка |
| Сезон   | Ліга                                                   | Місце     | І         | В         | Н         | П         | М         | О         | Етап                                         | І     | В     | Н     | П     | М     | О     | Примітка |
| ------- | ------------------------------------------------------ | --------- | --------- | --------- | --------- | --------- | --------- | --------- | -------------------------------------------- | ----- | ----- | ----- | ----- | ----- | ----- | -------- |
| 1968    | Чемпіонат Хмельницької області з футболу#Усі переможці | 2         |           |           |           |           |           |           |                                              |       |       |       |       |       |       |          |
| 1992/93 | —                                                      | —         | —         | —         | —         | —         | —         | —         | 1/64 фіналу                                  | 1     | 0     | 0     | 1     | 0−4   | 0     |          |
| 2017    | Чемпіонат полонського району з футболу                 | 1         | 14        | 13        | 1         | 0         | 76-10     | 40        | Фінал «Кубка Півночі Поділля» з футболу 2017 | 2     | 0     | 0     | 2     |       |       |          |
| 2018    | Чемпіонат полонського району з футболу                 |           | 11        | 11        | 0         | 1         | 70-13     | 33        |                                              |       |       |       |       |       |       |          |
| Всього  | —                                                      | —         | —         | —         | —         | —         | —         | —         | >1 сезон                                     | 1     | 0     | 0     | 1     | 0−4   | 0     |          |